# 平潟港温泉
平潟港温泉（ひらかたこうおんせん）は茨城県北茨城市平潟町（旧国常陸国）にある温泉、及びその温泉街。

## 泉質
- 五浦元湯温泉の引湯
  - ナトリウム - カルシウム・塩化物泉
  - 源泉温度 63.4℃

## 温泉街
旅館・民宿が20軒ほどある。平潟港の宿のすべてが温泉を引いてるわけではない。

## アクセス
- 鉄道：大津港駅からタクシーで10分
- 車：国道6号より平潟港方面に入る